# Aphex Twin
Richard David James (Limerick, 18 de agosto de 1971), conhecido profissionalmente pelo seu nome artístico Aphex Twin, é um músico, compositor e DJ britânico. Ele é conhecido por seu trabalho idiossincrático em estilos eletrônicos como techno, ambiente e jungle music, e foi descrito como uma figura pioneira no gênero intelligent dance music (IDM). Jornalistas de múltiplas publicações incluindo Mixmag, The New York Times, NME, Fact, Clash e The Guardian creditaram James por ser um dos artistas mais importantes e influentes da música eletrônica contemporânea.
James foi criado em Cornwall e começou a atuar como DJ em festas e clubes gratuitos na área de South West durante a segunda metade dos anos 1980.  Seu extended play (EP) de estreia, Analogue Bubblebath, lançado em 1991 através da Mighty Force Records, trouxe James seus primeiros fãs; ele começou a se apresentar em todo o Reino Unido e na Europa Continental. James co-fundou a gravadora independente Rephlex Records no mesmo ano. Seu álbum de estreia Selected Ambient Works 85–92 (1992), lançado pela gravadora alemã Apollo, obteve grande aclamação crítica e popular. James assinou com a Warp ao final de 1992 e posteriormente lançou os álbuns ...I Care Because You Do (1995) e Richard D. James Album (1996), bem como os singles "Come to Daddy" (1997) e "Windowlicker" (1999), que foram acompanhados por videoclipes dirigidos por Chris Cunningham e trouxeram a James uma atenção internacional significativamente maior.
Após lançar Drukqs (2001) e completar seu contrato com Warp, James passou vários anos lançando músicas sob seu próprio selo Rephlex, incluindo a série de EPs Analord, sob o nome artístico AFX e alguns lançamentos em 2007 como The Tuss. Em 2014, ele disponibilizou um álbum anteriormente descartado de 1994, sob o nome Caustic Window. Ele retornou mais tarde naquele ano com o álbum Syro, de Aphex Twin, lançado através da Warp, que ganhou o Grammy Award de Melhor Álbum Dance/Eletrônico. Desde então, ele lançou os EPs Cheetah (2016) e Collapse (2018). Em 2023, ele lançou o EP Blackbox Life Recorder 21f / In a Room7 F760. "Blackbox Life Recorder 21f" foi indicada ao Grammy Award de Melhor Gravação Dance/Eletrônica.

## Biografia
James é filho de Lorna e Derek James (que participam no disco Drukqs, na faixa "Lornaderek", cantando Parabéns Para Você para o "meu pequeno filho de 28 anos"). Quando adolescente, trabalhava como DJ em Cornwall. É reputado como verdade que ele tinha pouco contato com música e que criava seus próprios instrumentos (com conhecimentos adquiridos através de cursos sobre eletrônica feitos por correspondência). De fato, ele já disse em entrevista que a única música que o influenciou foi a dele próprio. Se isso for verdade, o aclamado álbum Selected Ambient Works 85-92, de 1992, teria começado a ser feito quando James tinha apenas quatorze anos e de forma totalmente isolada.
Em 1991, James criou com Grant-Wilson Claridge (amigo de Cornwall) o selo Rephlex, pelo qual lançou seu EP, "Analogue Bubblebath III" (cujos títulos de todas as faixas são números decimais). Depois de se mudar para Londres, passou a produzir para a Warp Records.
Foi um dos primeiros a ser recebido pela gravadora Warp Records, que cedia liberdade aos artistas para prosseguir com suas carreiras artísticas avant-garde sem se preocupar com fundos monetários. A Warp Records se tornou, posteriormente, uma das gravadoras independentes mais aclamadas na cena underground, influenciando até mesmo no estilo de direção de videoclipes da música eletrônica.

## Obra e conexões

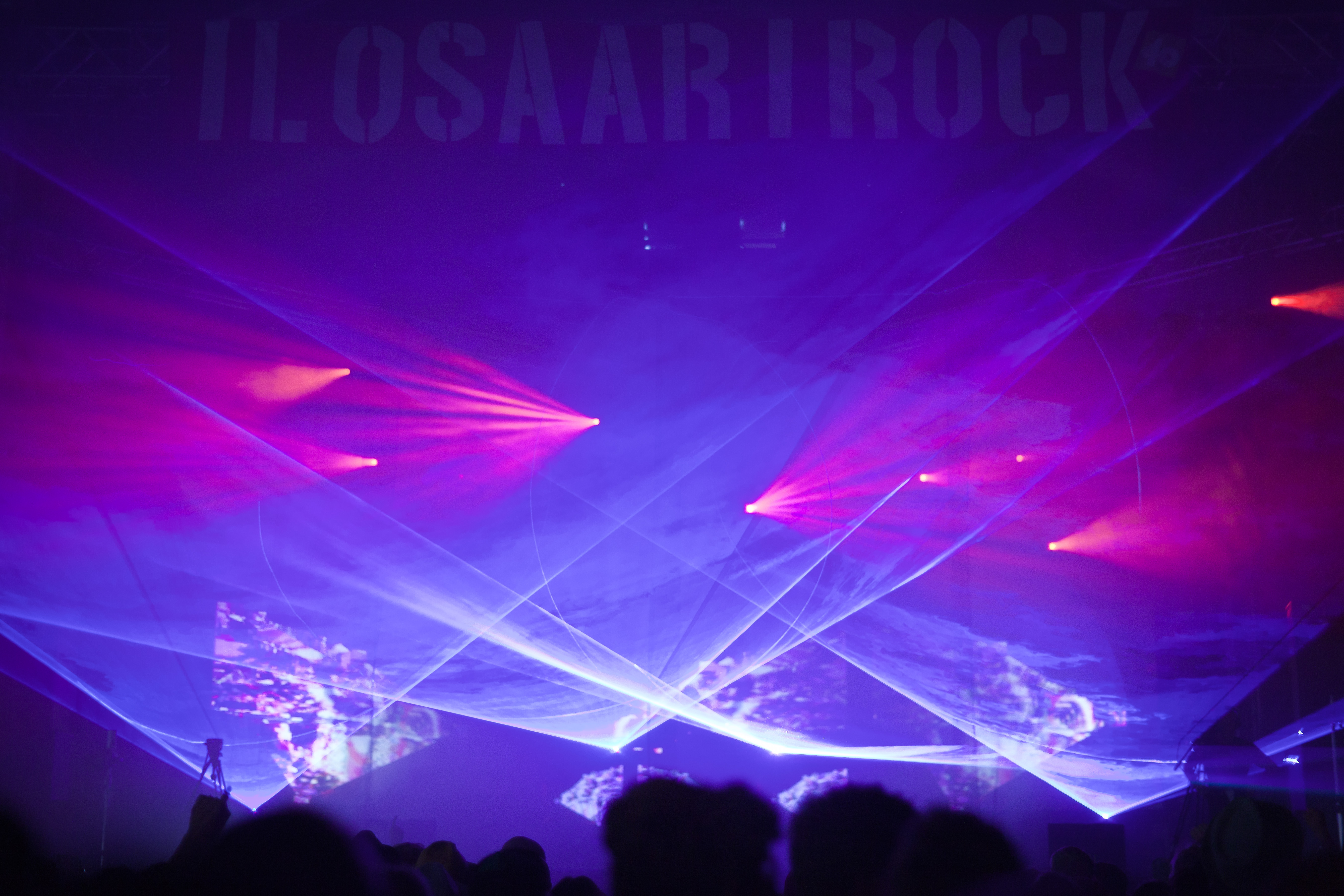
Ilosaarirock Festival 2011

A música de James, como Aphex Twin, varia basicamente entre a placidez do ambient e a violência do drill and bass (furadeira e baixo, em tradução livre, alusão ao drum and bass). Alguns de seus melhores resultados acontecem quando ele mistura ambos os estilos. É possível perceber ecos de Erik Satie, John Cage, Kraftwerk e Brian Eno na obra de James. Outros, como Squarepusher (também da Warp Records) e The Orb tem aproximações parecidas. Já projetos como Nine Inch Nails, Radiohead e The Prodigy foram assumidamente influênciados por James. Em relação ao Prodigy, certa vez disse que nunca sairia em turnê com a banda, "uma vez que não gosto deles".
Apesar de ter apresentado várias inovações criativas e ser um dos primeiros músicos a utilizar computadores e softwares para compor música, Richard não só marcou sua obra pelo apelo técnico típico do gênero eletrônico, mas também se destacou pelas belas melodias que estruturam sua composições.
Um de seus discos mais controversos, Drukqs, de 2001, trouxe a tona não só canções eletrônicas compostas em computador, altamente complexas e ricas em detalhes, mas também mostrou a sensibilidade de James ao apresentar faixas compostas em piano, de forma minimalista. Críticos aclamaram as belas músicas, inesperadas de um compositor de seu tipo. Duas dessas canções em piano foram usadas por Sofia Coppola em seu filme Marie Antoinette.

## Equipamento

### Hardware
- Alesis Quadraverb
- Casio FZ 10
- Casio SK-1
- EMS Synthi 100
- Elka Synthex
- Three Korg MS-20s
- Oberheim Matrix 1000
- Roland 100m
- Roland MC-4 Microcomposer
- Roland MKS-80
- Roland SH-101
- Roland TB-303
- Roland TR-606
- Roland TR-707
- Roland TR-808
- Roland TR-909
- Synton Fenix
- Sequential Circuits Studio 440
- UPIC
- Yamaha CS 5
- Yamaha DX1
- Yamaha GX1
- Serge Modular

### Software
- Audacity
- Ableton Live
- Pro Tools
- Cubase
- LiveSlice
- Max
- Reaktor
- ReCycle
- SuperCollider
- Logic Pro

## Discografia como Aphex Twin

### Álbuns
- Selected Ambient Works 85-92 (1992)
- Selected Ambient Works Volume II (1994)
- ...I Care Because You Do (1995)
- Richard D. James Album (1996)
- Drukqs (2001)
- Chosen Lords (2006)
- Syro (2014)

### EP e compactos
- Digeridoo (1992)
- Xylem Tube EP (1992)
- On (1995)
- Ventolin EP (1995)
- Donkey Rhubarb (1995)
- Girl/Boy EP (1996)
- Come to Daddy (1997)
- Windowlicker (1999)
- Analord 01
- Analord 02
- Analord 03
- Analord 04
- Analord 05
- Analord 06
- Analord 07
- Analord 08
- Analord 09
- Analord 10
- Analord 11
- Analord 12
- Computer Controlled Acoustic Instruments pt2 EP (2015)
- Cheetah EP (2016)
- Collapse EP (2018)
- Blackbox Life Recorder 21f / in a room7 F760 (2023)

### Promos e compilações
- Words & Music (1994) (Entrevistas e faixas de Selected Ambient Works Volume II)
- Classics (1995) (Compilação dos primeiros singles, faixas raras e ao vivo)
- 51/13 Singles Collection (1996) (Austrália e Japão -apenas lançamento)
- Cock 10/54 Cymru beats (drukqs promo)
- 26 Mixes for Cash (2003), Compilação de materiais remixados de outros artistas, mais faixas originais
- 2 Mixes on a 12" for Cash (2003), um 26 Mixes promo
- Falling Free, Curve Remix (2005), um 26 Mixes LP

## Discografia sob outros pseudônimos
AFX
- Analogue Bubblebath (1991)
- Analog Bubblebath 2 (1992)
- Analogue Bubblebath 3 (1993)
- Analogue Bubblebath 4 (1994)
- Analogue Bubblebath 5 (1995 não-lançado)
- Analogue Bubblebath 3.1 (1997)
- Hangable Auto Bulb (1995 EP, 2005 CD)
- Hangable Auto Bulb 2 (1995 EP, 2005 CD)
- 2 Remixes By AFX (2001)
- Smojphace EP (2003)
- "Mangle 11 (Circuit Bent V.I.P. Mix)" (aparece em Rephlexions, álbum de compilações de 2003)
- Analord (série de EP, basicamente como AFX) (2005)
- AFX/LFO (álbum dividido entre AFX/LFO) (2005)

Bradley Strider
- Bradley's Beat (1991)/(1995 re-lançamento)
- Bradley's Robot (1993)

Caustic Window
- Joyrex J4 (1992)
- Joyrex J5 (1992)
- Joyrex J9 (1993)
- CAT 023 (Esse foi um dos albuns perdidos do James, com 4 unidades prensadas em 1994. Só foi lançado em 2014 pela Kickstarter.)
- Compilation (1998)
- Caustic Window (2014)

Gak
- GAK (1994)

Universal Indicator séries com Mike Dred:
- Universal Indicator: Red (1992)
- Universal Indicator: Green (1993)
- Universal Indicator "Blue" (1992) & "Yellow" (1992) são obras de Mike Dred

Polygon Window
- (Surfing On Sine Waves) (1993, relançado em 2001)
- (Quoth) (1993)

Power Pill
- Pac-Man (1992)

Q-Chastic
- Q-Chastic EP (1992, ainda não lançado)

The Tuss
- Rushup Edge
- Confederation Trough EP

Outros
- Melodies From Mars (1995 - Este é um álbum de James, nunca lançado, mas dado de presente a amigos da Rephlex e da Warp em cassetes C-90. Este álbum, supostamente, inclui seleções entre mais de 200 faixas que James teria oferecido a companhias para usar como trilha sonora de vídeo-games).
- Com Squarepusher, contribuiu com "Freeman Hardy & Willis Acid" para a compilação da Warp WARP100.
- Como "Rich" de "Mike and Rich" no álbum Mike & Rich ("Mike" de Mike Paradinas, também conhecido como µ-ziq)
- Uma versão remixada de afx237 v7 do álbum drukqs foi usada como trilha sonora do filme "Rubber Johnny", dirigida por Chris Cunningham.
- O logo "AFX" aparece nos games 'Worms Armageddon' e 'Worms World Party'.
- "The Diceman" - Polygon Window (Track 1) - Artificial Intelligence - (Warp 6) - Compilation, foi lançado pela Warp Records em 1992
- Acoustica: Alarm Will Sound Performs Aphex Twin (2005), foi tocado por Alarm Will Sound